# 島田保之助

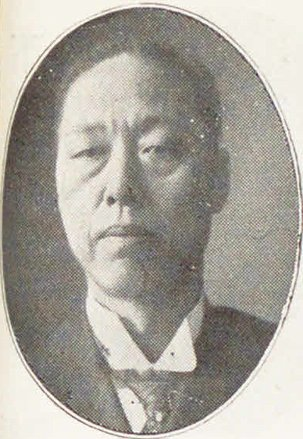
島田保之助

島田 保之助（しまだ やすのすけ、安政5年10月12日（1858年11月17日） - 昭和2年（1927年）2月21日）は、衆議院議員（立憲政友会→中正会→憲政会）、ジャーナリスト。

## 経歴
近江国野洲郡中洲村大字新庄（現在の滋賀県守山市）出身。郷里で漢学を修めた後、京都に遊学した。1880年（明治13年）、滋賀県医学校に入学したが、翌年に東京に遊学した。東京で自由民権運動に参加し、1884年（明治17年）に自由党に入党。その後も立憲自由党の設立に尽力し、1892年（明治25年）から自由党滋賀県支部幹事を務めた。1894年（明治27年）、「淡海民報」を創刊し、1902年（明治35年）には「江州新聞」を創刊した。
1903年（明治36年）より滋賀県会議員を務めた後、1908年（明治41年）の第10回衆議院議員総選挙に立憲政友会から立候補し、当選した。しかし政友会が第1次山本内閣と妥協したのを不満として、尾崎行雄らとともに離党した。1915年の第12回衆議院議員総選挙では中正会から出馬し、当選した。